# Христодулос Пердикарис
Христодулос Константину Пердикарис с псевдоним Махаон (на гръцки: (Χριστόδουλος Κωνσταντίνου Περδικάρης, Μαχάων) е общественик и революционер, деец на Гръцката въоръжена пропаганда в Македония от началото на XX век.

## Биография
Роден е в 1856 година в Негуш, тогава в Османската империя, днес Науса, Гърция. Пердикарис по професия е лекар, но същевременно е основна фигура в революционния комитет в Негуш, който поддържа гръцките действия в района на Ениджевардарското езеро. Сътрудничи си с Епаминондас Гарнетас.